# Лакони
Лакони је насеље у Италији у округу Ористано, региону Сардинија.
Према процени из 2011. у насељу је живело 1915 становника. Насеље се налази на надморској висини од 515 м.

## Становништво
| 1951. | 1961. | 1971. | 1981. | 1991. | 2001. | 2011. |
| ----- | ----- | ----- | ----- | ----- | ----- | ----- |
| 2.621 | 3.079 | 2.927 | 1.901 | 2.459 | 2.302 | 2.008 |